# Zorzines uniformis
Zorzines uniformis là một loài bướm đêm trong họ Noctuidae.